# Steffen Bockhahn
Steffen Bockhahn (* 29. Dezember 1978 in Rostock) ist ein deutscher Politiker (parteilos, zuvor Die Linke). Er ist Senator für Jugend und Soziales, Gesundheit, Schule und Sport der Hanse- und Universitätsstadt Rostock. Vom 24. Oktober 2009 bis zum 5. November 2012 war er Landesvorsitzender der Partei Die Linke in Mecklenburg-Vorpommern und von 2009 bis 2013 Mitglied des 17. Deutschen Bundestages, in den er als Direktkandidat gewählt worden war.

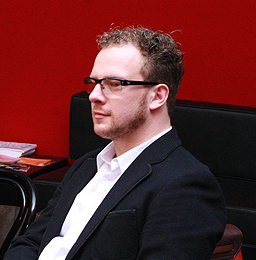
Steffen Bockhahn, 2011

## Leben

### Familie
Seine Kindheit verbrachte Bockhahn in Rostock. Bis zur Einschulung lebte er mit seinen Eltern und der älteren Schwester im Stadtteil Reutershagen, bevor die Familie in ein Neubaugebiet der Innenstadt zog. Von 1985 bis 1991 besuchte er die 9. Polytechnische Oberschule Clara Zetkin, die während der Wendezeit ihren alten Namen Große Stadtschule wieder erhielt. Ab der dritten Klasse lernte er dort die russische Sprache. Von 1991 bis zum Abitur war Bockhahn Schüler am Gymnasium am Goetheplatz. In den Leistungskursen Mathematik und Englisch legte er 1997 sein Abitur ab. Seinen Zivildienst leistete Bockhahn in einer Kindertagesstätte der Volkssolidarität in Rostock.
Seit 2005 ist Steffen Bockhahn verheiratet und seit 2009 Vater eines Kindes.

### Ausbildung, Studium und Beruf
Von 1999 bis 2000 war er Volontär beim privaten Radiosender Ostseewelle, bevor er zum Konkurrenten Antenne Mecklenburg-Vorpommern wechselte. Dort arbeitete er als Redakteur und Nachrichtensprecher.
2002 nahm Steffen Bockhahn an der Universität Rostock ein Studium der Politikwissenschaften und der Neueren Geschichte Europas auf. Die Prüfungen zum Bachelor of Arts legte er 2005 ab, die zum Master of Arts 2007. Ab Oktober 2007 war er Mitarbeiter von Dietmar Bartsch, MdB.

## Politik
Steffen Bockhahn begann sein politisches Engagement als Schulsprecher am Gymnasium und im KreisschülerInnenrat der Hansestadt. Am 1. Mai 1995 trat er im Alter von 16 Jahren der PDS bei. Bevor er sich, beruflich bedingt, ab 1999 aus der aktiven Politik zurückzog, war er Mitglied des Kreisvorstandes, des Landesvorstandes und Delegierter zum Bundesparteitag.
2004 kandidierte Bockhahn erstmals für die Rostocker Bürgerschaft und wurde gewählt. Im selben Jahr wurde er stellvertretender Landesvorsitzender seiner Partei in Mecklenburg-Vorpommern. Zur Bundestagswahl 2005 trat Bockhahn für die Linkspartei.PDS im Wahlkreis 14 an. Nach Christian Kleiminger (SPD) und Eckhardt Rehberg (CDU) erhielt er das drittbeste Stimmenergebnis. 2009 wurde er als Direktkandidat gewählt. Bei der Bundestagswahl 2013 verlor er das Direktmandat im Bundestagswahlkreis Rostock – Landkreis Rostock II (Wahlkreis 14) an Peter Stein (CDU).
Seit 2007 war Steffen Bockhahn Vorsitzender der Bürgerschaftsfraktion Die Linke in Rostock. In dieser Zeit initiierte er gemeinsam mit der Dienstleistungsgewerkschaft ver.di ein Bürgerbegehren gegen den Verkauf kommunalen Eigentums. In fünf Wochen kamen mehr als 10.000 Unterschriften zusammen. Die Bürgerschaft schloss sich dem Begehren mehrheitlich an. Wegen eines Widerspruchs des Oberbürgermeisters gibt es nun ein Gerichtsverfahren zur Klärung der Rechtmäßigkeit.
Am 5. März 2014 wurde Bockhahn von der Bürgerschaft in Rostock zum Senator für das Ressort Jugend, Soziales, Gesundheit, Schule und Sport gewählt.
Mit Beschluss vom 10. Juli 2014 untersagte das Verwaltungsgericht Schwerin der Hansestadt Rostock, Bockhahn als Senator (Wahlbeamter) zu ernennen, weil ihm die für das Amt erforderliche Eignung, Befähigung und Sachkunde fehle und die Wahl durch die Bürgerschaft das verfassungsrechtliche Gebot der Bestenauslese verletzt habe (Az. 1 B 599/14). Die Bürgerschaft der Hansestadt Rostock legte entgegen der Empfehlung ihrer Stadtverwaltung Beschwerde beim Oberverwaltungsgericht Greifswald ein, das am 9. Januar 2015 letztinstanzlich das Berufungsverbot aufhob. Bockhahn war Kandidat für die Oberbürgermeisterwahl in Rostock im Jahr 2019. Er erreichte in der ersten Runde 18,9 % und zog damit in die Stichwahl gegen Claus Ruhe Madsen ein, verlor sie jedoch am 16. Juni 2019 mit 42,9 %.
Am 22. Februar 2023 trat Bockhahn nach 27 Jahren aus der Partei Die Linke aus. Er begründete den Schritt unter anderem mit der Russland-Politik seiner bisherigen Partei, die es nicht schaffe, den russischen Präsidenten Wladimir Putin als faschistischen Diktator zu benennen, seine Kriegsverbrechen in der Ukraine anzuprangern und ihn entsprechend zu ächten.

### Überwachung durch Verfassungsschutz sowie CIA
Im Januar 2012 wurde bekannt, dass Steffen Bockhahn als einer von 27 Bundestagsabgeordneten der Linken unter Beobachtung durch das Bundesamt für Verfassungsschutz stand, was von Politikern aller Fraktionen kritisiert wurde. Die Beobachtung von Bockhahn wurde als besonders heikel gesehen, weil die Wissenschaftlichen Dienste des Bundestages im Dezember 2011 festgestellt hatten, dass „aufgrund der besonderen Aufgabenstellung des Vertrauensgremiums […] nur ganz außergewöhnliche Umstände die Beobachtung eines Mitglieds […] rechtfertigen“.
Im Juli 2014 wurde bekannt, dass sein Smartphone von US-Geheimdiensten abgehört wurde. Auch Bockhahns engste Mitarbeiterin bemerkte am 30. Juli 2013 Manipulationen an ihrem Handy. Unbekannte sollen den gesamten SMS-Verkehr zwischen ihr und dem damaligen Bundestagsabgeordneten durchforstet sowie gezielt nach Dienst-E-Mails mit Bezug zum Parlamentarischen Kontrollgremium gesucht haben.

## Ehrenämter
Bockhahn ist Mitglied im Präsidium des Internationalen Bunds (IB).